# 사람의 아들 (1981년 드라마)
《사람의 아들》은 1981년 12월 19일에 방영된 TV문학관이다.

## 줄거리
이문열의 동명소설을 유현목 감독의 1980년도 영화 사람의 아들에 이어 두번째로 영상화하였다.

## 출연
- 문오장
- 김인문
- 백윤식
- 김영철
- 안소영
- 이덕희
- 정해창
- 이치우
- 정영숙
- 전원주
- 박병호
- 김순철
- 김흥기
- 박주아
- 최명수
- 이영
- 이현두
- 김윤형
- 황범식
- 이원종
- 김을동
- 박선옥
- 홍경자
- 이한승
- 송종원
- 공경구
- 안성호
- 최동균
- 엄익선
- 채수영
- 서영진
- 서지영
- 이진희
- 김채연
- 김정환
- 최건호
- 최용팔
- 박선희
- 안대선